# Dasineura gigantea
Dasineura gigantea är en tvåvingeart som beskrevs av Angelo och Maia 1999. Dasineura gigantea ingår i släktet Dasineura och familjen gallmyggor. Inga underarter finns listade i Catalogue of Life.